# Rueland Frueauf (młodszy)
Rueland Frueauf (młodszy)  (ur. między 1465 a  1470 w Pasawie, zm. 1547 tamże) – austriacki malarz późnego gotyku, prekursor szkoły naddunajskiej.
Był synem malarza Ruelanda Frueaufa Starszego. W okresie współpracy z ojcem malował pejzaże w jego obrazach. W 1497 otrzymał obywatelstwo Pasawy. W 1533 zasiadał w pasawskiej radzie miejskiej. Tworzył obrazy ołtarzowe i freski w lokalnych kościołach. Większość jego dzieł jest obecnie własnością augustianów w Klosterneuburgu k. Wiednia. Tworzył pod wpływem malarstwa niderlandzkiego oraz swego ojca, od którego przejął delikatny koloryt oraz oszczędność kompozycji (mała liczba postaci). 
Głównym jego dziełem jest Ołtarz Leopolda (1505), obrazujący legendarną historię fundacji opactwa w Klosterneuburg. Cztery kwatery ze skrzydeł ołtarza przedstawiają margrafa Leopolda III i jego małżonkę Agnes, którzy postanowili ufundować klasztor, prosząc Boga o wskazanie miejsca. Miejsce to wskazał porwany przez wiatr welon margrafini, odnaleziony na krzaku bzu w trakcie polowania. Obrazy malowane pastelowo delikatnymi pociągnięciami pędzla umiejętnie łączą sceny figuralne z tłem krajobrazowym (często autentycznym) i utrzymane są w liryczno-bajkowej atmosferze. 

## Wybrane dzieła
- Ukrzyżowanie Chrystusa -  1496, 89,5 x 69,5 cm, Stiftsgalerie, Klosterneuburg
- Legenda św. Jana -  1498-99, Stiftsgalerie, Klosterneuburg
- Ołtarz Leopolda -   ok. 1505, 76 x 39 cm (każde skrzydło), Stiftsgalerie, Klosterneuburg 
  - Przejażdżka konna Leopolda
  - Polowanie na dzika
  - Odnalezienie welonu
  - Budowa kościoła opactwa
- Św. Anna Samotrzecia -  1508, Österreichische Galerie Belvedere, Wiedeń

## Galeria

Ołtarz  Leonarda
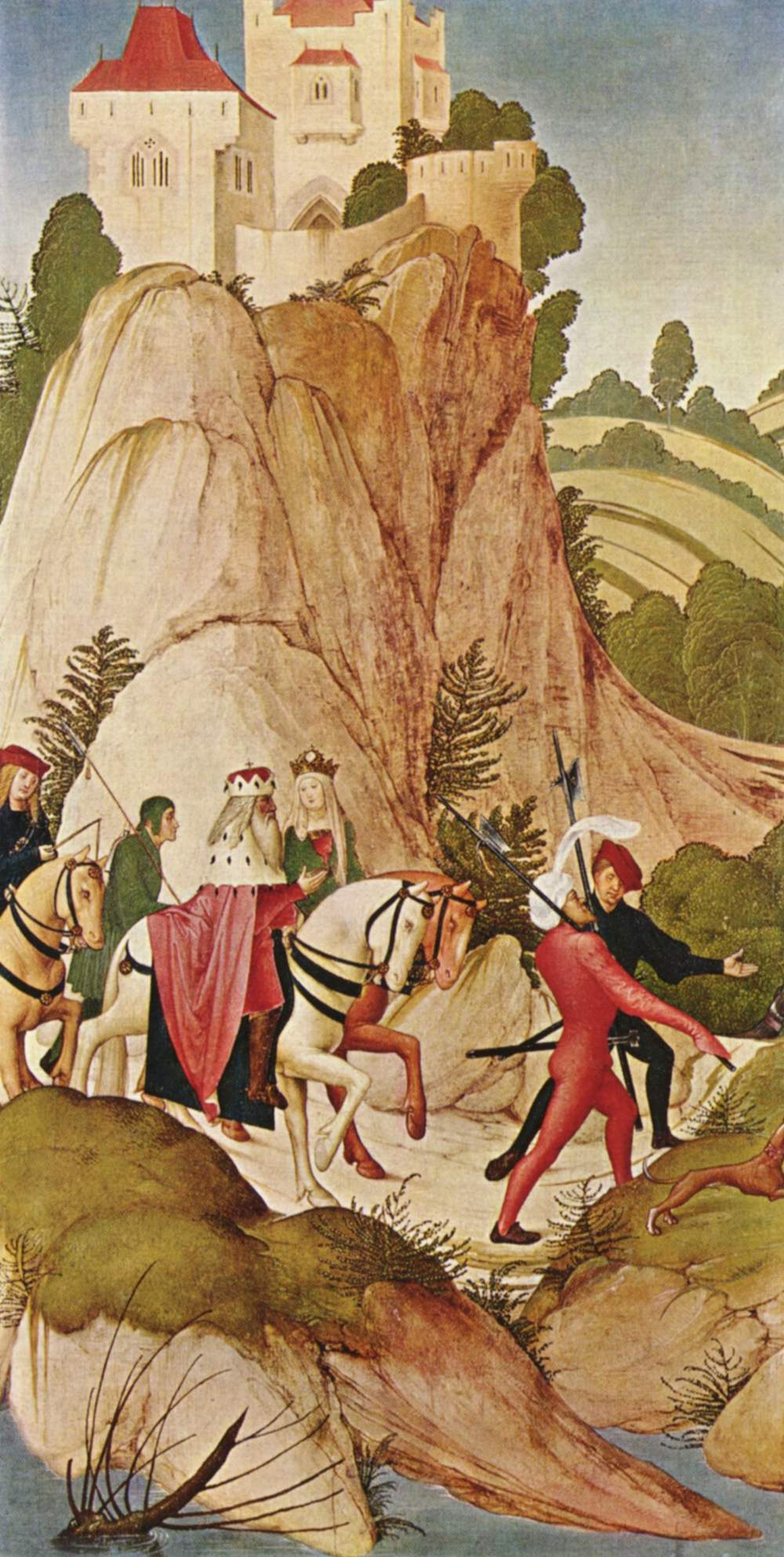
Przejażdżka konna Leopolda
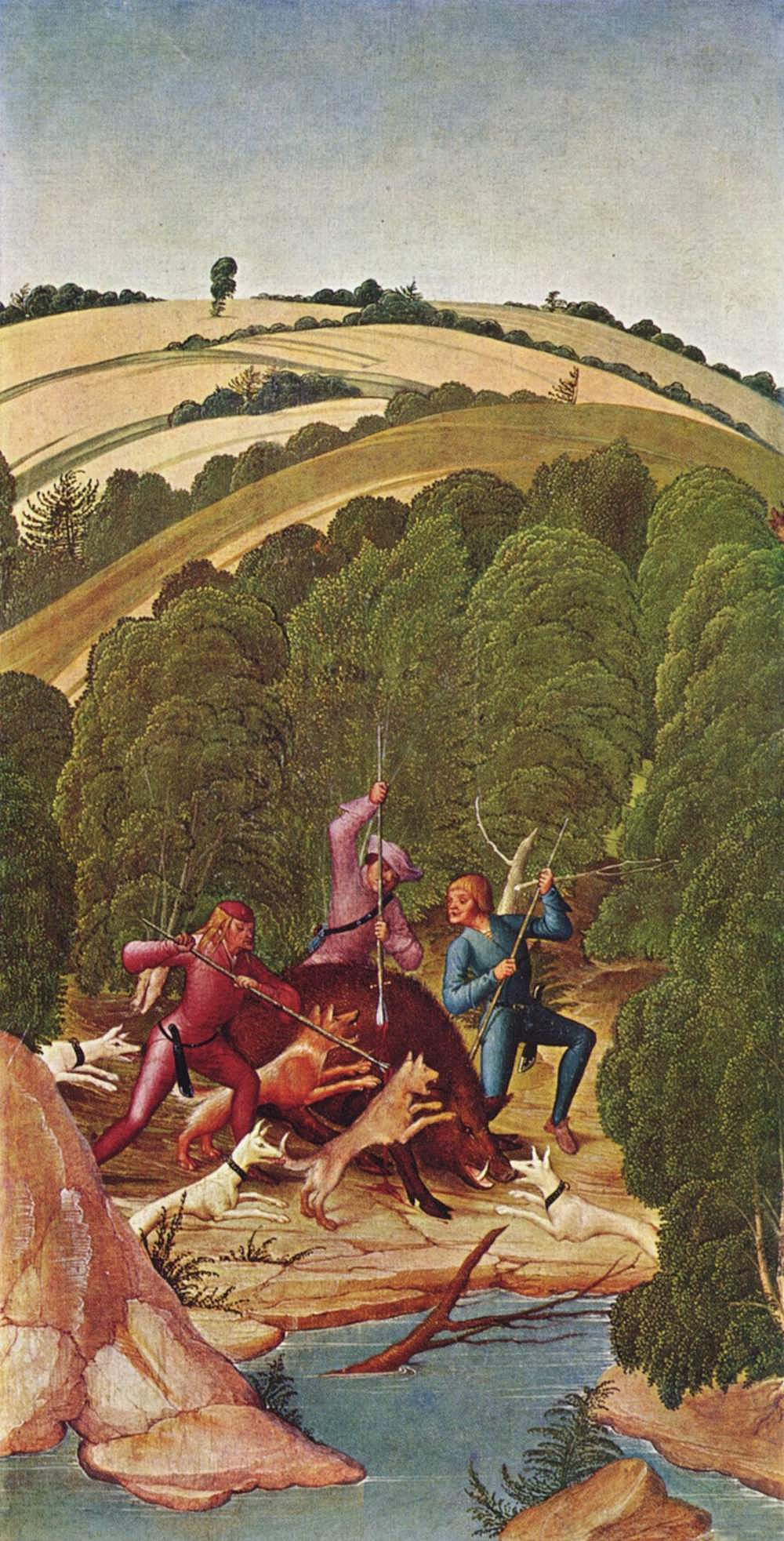
Polowanie na dzika
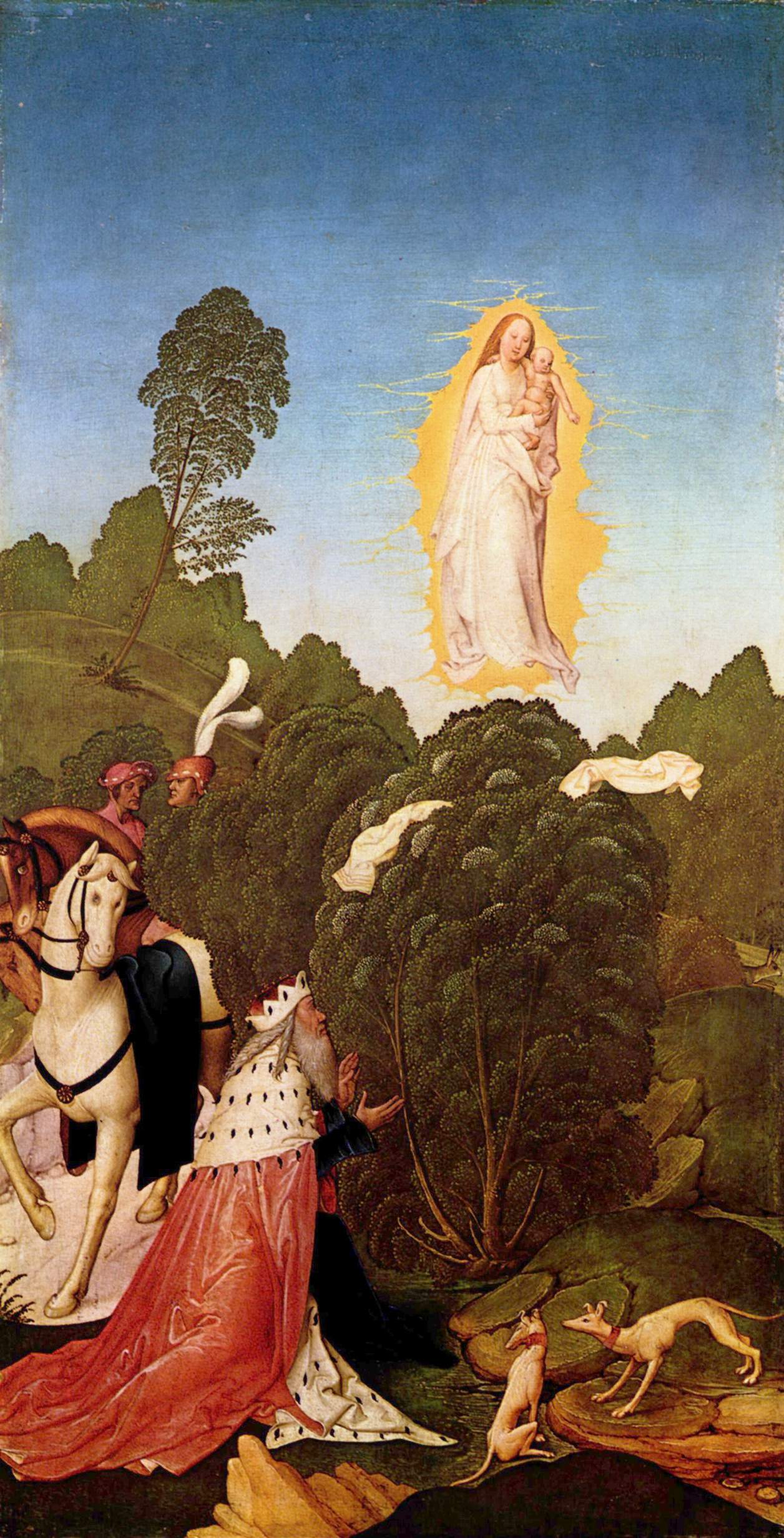
Odnalezienie welonu
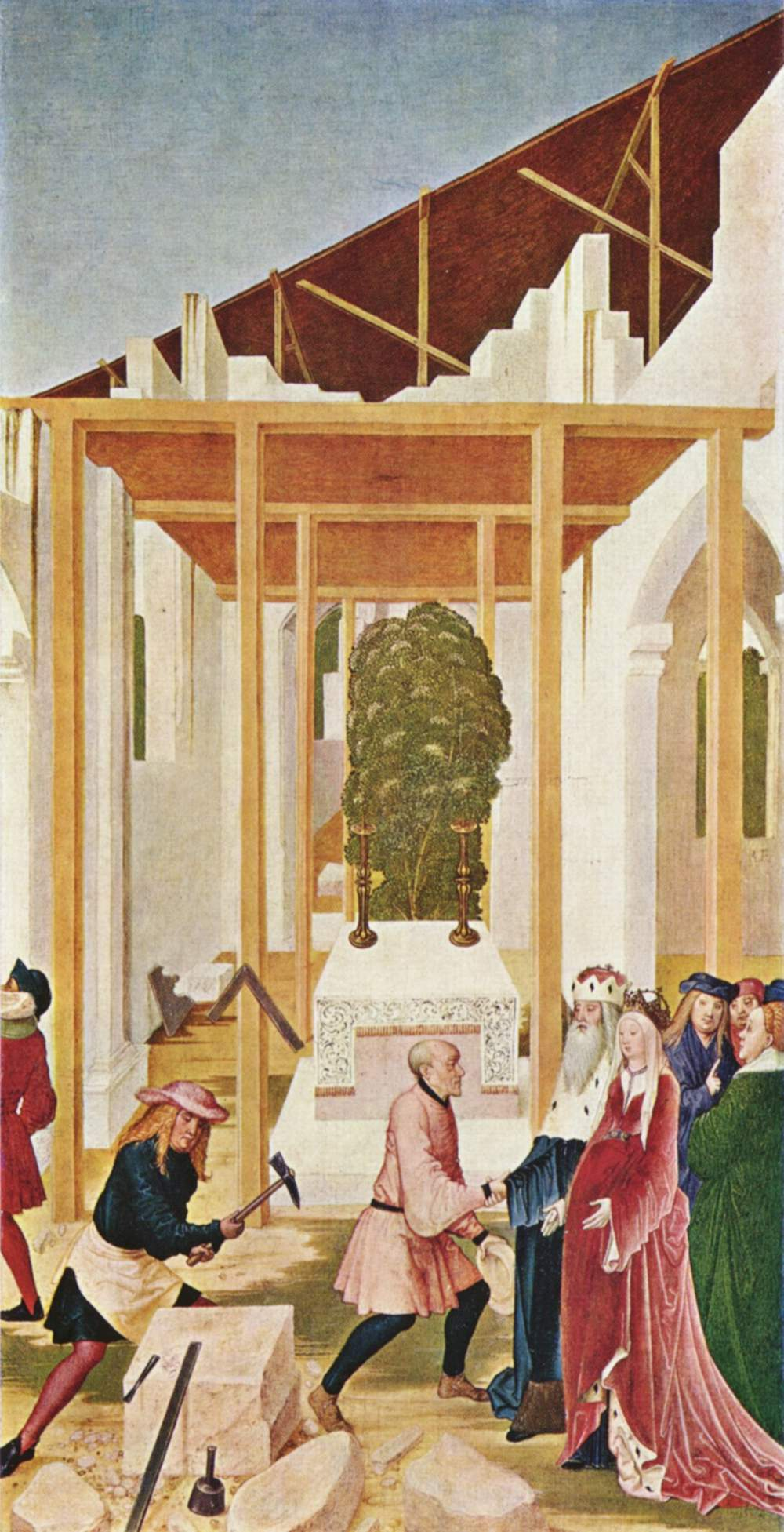
Budowa klasztoru